# 砂棲卡頦銀漢魚
砂棲卡頦銀漢魚，為輻鰭魚綱銀漢魚目擬銀漢魚科的其中一種，分布於北美洲墨西哥Lerma河流域，為熱帶魚類，體長可達42公分，棲息在底中層水域，生活習性不明，可做為食用魚。